# Метиленбис(карбонил(циклопентадиенил)родий)
Метиленбис[карбонил(циклопентадиенил)родий] — карбонильный комплекс металлоорганического
сэндвичевого комплексного соединения
родия и циклопентадиена
состава CH2[Rh(C5H5)(CO)]2,
красные кристаллы.

## Получение
- Кипячение растворов карбонилбис[карбонил(циклопентадиенил)родия] и N-метил-N-нитрозомочевины в смеси бензола и тетрагидрофурана:

{\displaystyle {\mathsf {Rh_{2}(C_{5}H_{5})_{2}(CO)_{3}+(CH_{3})(NO)N{\text{-}}C({\text{=}}O){\text{-}}NH_{2}\ {\xrightarrow {80^{o}C}}\ }}}
{\displaystyle {\mathsf {\ {\xrightarrow {80^{o}C}}\ CH_{2}[Rh(C_{5}H_{5})(CO)]_{2}+CO\uparrow +...}}}

## Физические свойства
Метиленбис[карбонил(циклопентадиенил)родий] образует красные кристаллы.
Устойчив на воздухе,
хорошо растворяется в органических растворителях (растворы на воздухе не устойчивы).